# Tom Hooson
Pour les articles homonymes, voir Hooson.
Tom Hooson est un homme politique conservateur gallois né le 16 mars 1933 et mort le 8 mai 1985 à Chelsea. Il est député à la Chambre des communes de 1979 à sa mort.

## Biographie

### Origines
Tom Ellis Hooson naît le 16 mars 1933. Fils de paysan, il est le petit-neveu du député Parti libéral T. E. Ellis (1859-1899) et du poète Isaac Daniel Hooson (en) (1880-1948). Son cousin Emlyn Hooson (1925-2012) est député libéral du Montgomeryshire de 1962 à 1979.

### Carrière professionnelle
Après des études au University College de l'université d'Oxford, Hooson devient avocat à Gray's Inn, puis journaliste au Times. Il s'oriente ensuite vers la publicité et entre comme cadre chez Prentis & Varley en 1958 avant de passer chez Benton & Bowles en 1961. Il y reste jusqu'en 1976.

### Carrière politique
Tom Hooson est le candidat conservateur dans la circonscription de Caernarfon (en) lors des élections générales de 1959. Il ne parvient pas à battre le député travailliste sortant Goronwy Roberts.
Il devient directeur de communication du Parti conservateur de Margaret Thatcher en 1976 et occupe ce poste pendant deux ans. En 1979, Hooson est élu dans la circonscription de Brecon and Radnor avec 3 000 voix d'avance sur le travailliste sortant Caerwyn Roderick. Il se mêle peu à ses collègues de Westminster, mais se montre attentif aux souhaits des habitants de sa circonscription. Il est réélu avec une majorité accrue en 1983.
Atteint d'un cancer, Tom Hooson meurt le 8 mai 1985 dans son domicile du quartier londonien de Chelsea. Sa mort donne lieu à une élection partielle (en) remportée par le libéral Richard Livsey, qui avait été battu par Hooson en 1983.